# Zina-Harde
Zina-Harde est une localité du Cameroun située dans l'arrondissement de Bogo, le département du Diamaré et la région de l’Extrême-Nord.

## Population
En 1975, le village comptait 83 habitants, principalement des Mousgoum. 
Lors du recensement de 2005, on y a dénombré 259 personnes.